# Jean-Baptiste Vivien de Châteaubrun
Jean-Baptiste Vivien de Châteaubrun ( Angoulême, 1686, íbid. 16 de febrero de 1775) fue un dramaturgo francés.
Fue profesor y preceptor de Louis Philippe d'Orléans y sucedió a Montesquieu en la Académie française en 1753. 
Tardó casi cuarenta años en publicar su segunda obra por miedo a defraudar a su protector.  

## Teatro
- Mahomet second, tragedia (1714)
- Les Troyennes, tragedia (1751)
- Philoctète, tragedia (1755)
- Astyanax, tragedia (1756)